# Darwin Pérez
Darwin Eduardo Pérez Curiñanco (Concepción, Chile, 8 de mayo de 1977) es un exfutbolista chileno. Jugaba de mediocampista y militó en diversos clubes de Chile e Indonesia.

## Clubes
| Club                      | País      | Año       |
| ------------------------- | --------- | --------- |
| Deportes Concepción       | Chile     | 1994-2000 |
| Universidad de Concepción | Chile     | 2000      |
| Deportes Concepción       | Chile     | 2001      |
| Rangers                   | Chile     | 2002-2003 |
| PSIS Semarang             | Indonesia | 2003      |
| PSM Makassar              | Indonesia | 2004      |
| Deportes Puerto Montt     | Chile     | 2005      |
| Arturo Fernández Vial     | Chile     | 2006      |
| Deportes Concepción       | Chile     | 2007-2009 |
| Santa Rosa de Chena       | Chile     | 2014-2017 |
| América Hualpén           | Chile     | 2019-2020 |

## Participaciones internacionales

### Selección chilena

#### Participaciones en Clasificatorias a Copas del Mundo
| Eliminatorias                    | País                  | Resultado | Posición | PJ | Goles |
| -------------------------------- | --------------------- | --------- | -------- | -- | ----- |
| Eliminatorias Corea y Japón 2002 | Corea del Sur y Japón | Eliminado | 10º      | 1  | 0     |

### Partidos internacionales
| 1     | 14 de noviembre de 2001 | Estadio Nacional, Santiago, Chile | Chile | 0-0 | Ecuador |  |  | Jorge Garcés | Clasificatorias Corea-Japón 2002 |
| Total | Presencias              | 1                                 | Goles | 0   |         |  |  |              |                                  |

| Selección chilena | Selección chilena | Selección chilena |
| Año               | Partidos          | Goles             |
| ----------------- | ----------------- | ----------------- |
| 2001              | 1                 | 0                 |
| Total             | 1                 | 0                 |